# Patoreakcja
Patoreakcja – singel polskiego rapera  Maty. Wydawnictwo, w formie digital download ukazało się 31 marca 2021 roku na kanale SBM Label. Tekst utworu został napisany przez Michała Matczaka.

## Nagrywanie
Utwór wyprodukowany przez Trooh Hippiego został zarejestrowany w studiu NoBoCoTo Studio. Za mastering i miks odpowiada Janusz Walczuk i DJ Johny. Za reżyserię teledysku odpowiada Maciej Buchwald.

## Przyjęcie
Singiel pobił dzienny rekord odtworzeń w Polsce na Spotify, który poprzednio należał do utworu Taco Hemingwaya ”Polskie Tango”, zdobywając przy tym ponad 643 tys. odtworzeń. W serwisie YouTube zdobył ponad 2,6 mln w ciągu pierwszych 24 godzin od publikacji.
Nagranie osiągnęło status diamentowej płyty.

## Personel
Opracowano na podstawie materiału źródłowego.
| - Michał Matczak – słowa, rap - Trooh Hippi – produkcja muzyczna - Maciej Buchwald – reżyseria teledysku - Janusz Walczuk & DJ Johny – realizacja nagrań - Janusz Walczuk & DJ Johny – miksowanie, mastering |

W utworze zostały wykorzystane sample z wypowiedziami Rafała Walentowicza, Tomasza Knapika, Zbigniewa Stonogi, w teledysku wystąpił Kuba Wojewódzki.